# Bahnstrecke Breckenheim–Wiesbaden
| Bahnstrecken im Osten Wiesbadens, unten die Bahnstrecke Breckenheim–Wiesbaden |                                                                             |                                               |                                               |
| Streckennummer (DB): | 3509                                                                        |                                               |                                               |
| Kursbuchstrecke: | 167a (Wi.-Kinzenberg (Abzw)–Hbf 1934) 195b (Wi.-Kinzenberg (Abzw)–Hbf 1946) |                                               |                                               |
| Streckenlänge: | 13 km                                                                       |                                               |                                               |
| Spurweite: | 1435 mm (Normalspur)                                                        |                                               |                                               |
| Streckenklasse: | D4                                                                          |                                               |                                               |
| Stromsystem: | 15 kV 16,7 Hz ~                                                             |                                               |                                               |
| Streckengeschwindigkeit: | 160 km/h                                                                    |                                               |                                               |
| Zugbeeinflussung: | PZB                                                                         |                                               |                                               |
| Zweigleisigkeit: | durchgehend                                                                 |                                               |                                               |
| |                                                                             |                                               |                                               |
| \| \| \| von Köln \| \| \| \| 0,0 \| Breckenheim (Abzw) \| Breckenheim (Abzw) \| \| \| \| nach Frankfurt (Main) Flughafen \| \| \| \| 0,5 \| Wandersmann Nord (1090 bzw. 1145 m), A 3 \| Wandersmann Nord (1090 bzw. 1145 m), A 3 \| \| \| 1,9 \| Wandersmann Süd (795 m), A 66 \| Wandersmann Süd (795 m), A 66 \| \| \| 9,4 \| Kreuzung Wiesbaden-Erbenheim (316 m), A 66 \| Kreuzung Wiesbaden-Erbenheim (316 m), A 66 \| \| \| \| von Niedernhausen \| \| \| \| 10,2 \| Wiesbaden-Kinzenberg (Abzw) \| Wiesbaden-Kinzenberg (Abzw) \| \| \| \| ehem. Verbindungskurve nach Wiesbaden Ost \| \| \| \| \| Taunus-Eisenbahn von Wiesbaden Ost \| \| \| \| \| Verbindungskurve von der rechten Rheinstrecke \| \| \| \| \| Verbindungskurve von der Aartalbahn \| \| \| \| 11,6 \| Wiesbaden Wäschbach Nord (Abzw) \| Wiesbaden Wäschbach Nord (Abzw) \| \| \| 13,2 \| Wiesbaden Hbf \| Wiesbaden Hbf \| |                                                                             |                                               |                                               |
| Strecke |                                                                             | von Köln                                      | von Köln                                      |
| Blockstelle | 0,0                                                                         | Breckenheim (Abzw)                            | Breckenheim (Abzw)                            |
| Abzweig geradeaus und nach links |                                                                             | nach Frankfurt (Main) Flughafen               | nach Frankfurt (Main) Flughafen               |
| Tunnel | 0,5                                                                         | Wandersmann Nord (1090 bzw. 1145 m), A 3      | Wandersmann Nord (1090 bzw. 1145 m), A 3      |
| Tunnel | 1,9                                                                         | Wandersmann Süd (795 m), A 66                 | Wandersmann Süd (795 m), A 66                 |
| Tunnel | 9,4                                                                         | Kreuzung Wiesbaden-Erbenheim (316 m), A 66    | Kreuzung Wiesbaden-Erbenheim (316 m), A 66    |
| Abzweig geradeaus und von rechts |                                                                             | von Niedernhausen                             | von Niedernhausen                             |
| Blockstelle | 10,2                                                                        | Wiesbaden-Kinzenberg (Abzw)                   | Wiesbaden-Kinzenberg (Abzw)                   |
| Abzweig geradeaus und ehemals nach links |                                                                             | ehem. Verbindungskurve nach Wiesbaden Ost     | ehem. Verbindungskurve nach Wiesbaden Ost     |
| Abzweig geradeaus und von links |                                                                             | Taunus-Eisenbahn von Wiesbaden Ost            | Taunus-Eisenbahn von Wiesbaden Ost            |
| Abzweig geradeaus und von links |                                                                             | Verbindungskurve von der rechten Rheinstrecke | Verbindungskurve von der rechten Rheinstrecke |
| Abzweig geradeaus und von links |                                                                             | Verbindungskurve von der Aartalbahn           | Verbindungskurve von der Aartalbahn           |
| Blockstelle | 11,6                                                                        | Wiesbaden Wäschbach Nord (Abzw)               | Wiesbaden Wäschbach Nord (Abzw)               |
| Kopfbahnhof Streckenende | 13,2                                                                        | Wiesbaden Hbf                                 | Wiesbaden Hbf                                 |

Die Bahnstrecke Breckenheim–Wiesbaden ist eine zweigleisige, elektrifizierte Hauptbahn auf dem Gebiet der hessischen Landeshauptstadt Wiesbaden. Sie verbindet die Schnellfahrstrecke Köln–Rhein/Main aus Richtung Köln mit dem Hauptbahnhof Wiesbaden.
Die zweigleisige Strecke wurde ab Ende der 1990er Jahre als Neubaustrecke errichtet. Sie ging im Dezember 2002 in Betrieb. Mit einem planmäßigen Zugverkehr von zwei Fernzugpaaren je Tag zählt sie im Abschnitt zwischen den Abzweigstellen Kinzenberg und Breckenheim zu den am wenigsten ausgelasteten Streckenabschnitten des Schienenpersonenverkehrs in Deutschland (Stand: August 2009). In diesem Abschnitt verkehrt weder Regional- noch Güterverkehr.
Die Gesamtkosten des Streckenbaus beliefen sich auf 279 Millionen Euro. Ursprünglich waren 29 Millionen Euro weniger veranschlagt gewesen. Die Mehrkosten übernahm die Deutsche Bahn.

## Verlauf

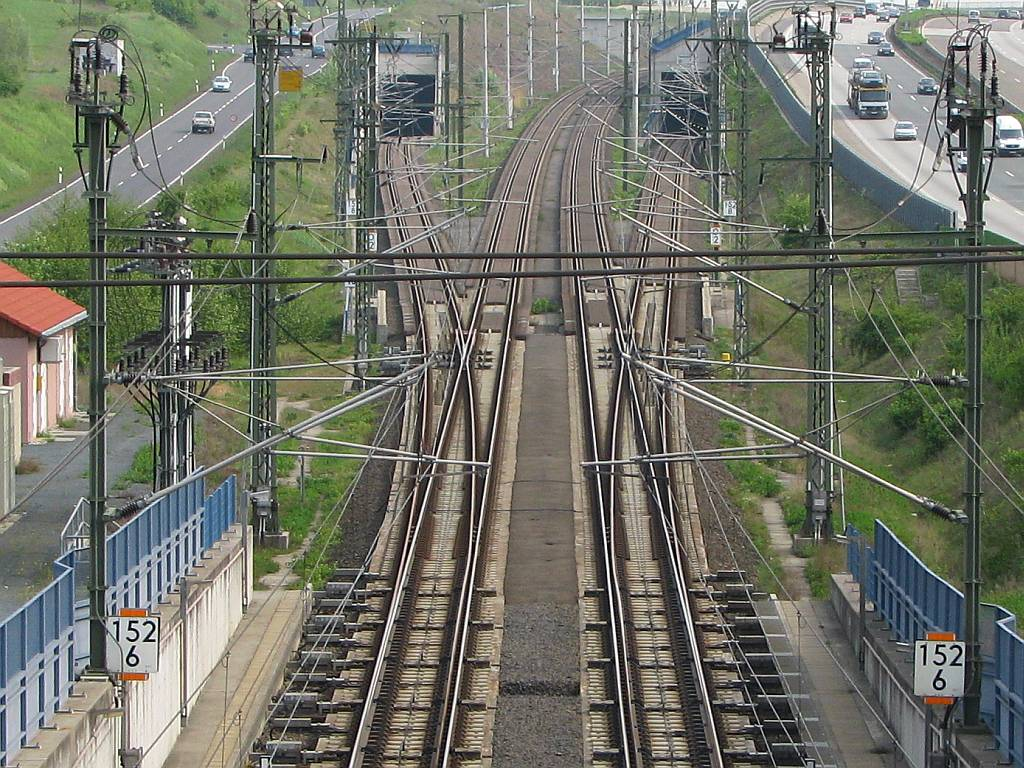
Ausfädelung aus der Schnellfahrstrecke (mittig) an der Abzweigstelle Breckenheim, südlich des Tunnels Breckenheim. Während die Neubaustrecke mittig Richtung Frankfurt verläuft, fädeln auf Weichen links und rechts Züge von und nach Wiesbaden auf die Schnellfahrstrecke ein bzw. aus. Südlich schließen sich die beiden Portale des Wandersmann-Nord-Tunnels an.

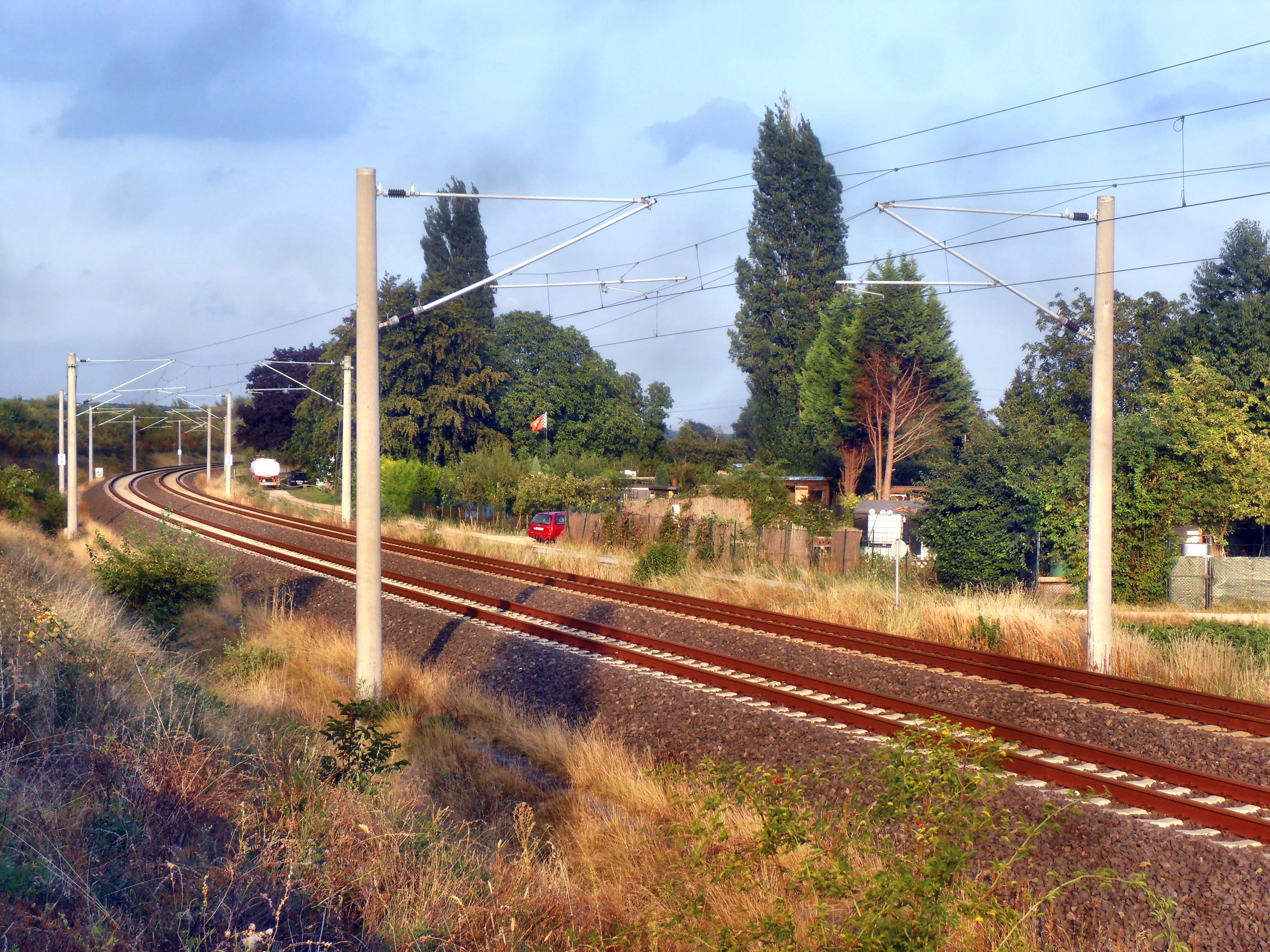
Bahnstrecke bei Streckenkilometer 7,0

Die Strecke fädelt, von Norden kommend, mit Streckenkilometer 0,0 an der Abzweigstelle Breckenheim aus, in der Nähe des Wiesbadener Kreuzes der Bundesautobahn 3, die sie im anschließenden Wandersmann-Nord-Tunnel unterquert. Nach einem kurzen Trog bei Wallau folgt der Wandersmann-Süd-Tunnel, in dem die Bundesautobahn 66 unterquert wird. Westlich der Anschlussstelle Wallau wird die Oberfläche wieder erreicht. Die Strecke verläuft parallel zur A 66 über Nordenstadt, am nördlichen Rand des Militärflugplatzes Erbenheim nach Erbenheim. Beim Streckenkilometer 10 fädelt die Ländchesbahn in die Strecke ein, bevor beim Kilometer 13 der Hauptbahnhof Wiesbaden erreicht wird.

## Geschichte

### Hintergrund
Die Anbindung Wiesbadens an die Neubaustrecke Köln–Rhein/Main war bei verschiedenen der in den 1980er Jahren diskutierten Schnellfahrstrecken-Varianten vorgesehen. Lediglich bei einer rein linksrheinischen Trasse war keine Anbindung der Landeshauptstadt vorgesehen. Nachdem die Neubaustrecke Köln–Rhein/Main in den Bundesverkehrswegeplan 1985 aufgenommen worden war, sahen erste Überlegungen der Bundesbahn eine Anbindung von Wiesbaden (und Mainz) über eine Verzweigung vor, deren anderer Ast zum Frankfurter Flughafen führen sollte. Daneben war auch eine Ausbaustrecke Mainz–Mannheim vorgesehen, um den erwarteten Mehrverkehr abfahren zu können.
Die hessische Landesregierung hielt die Fernverkehrsanbindung ihrer Landeshauptstadt Wiesbaden für unzureichend. Prognosen in den 1990er Jahren gingen von mehr als 1.000 Fahrgästen pro Tag aus.
Bei der (letztlich realisierten) rechtsrheinischen Köln-Frankfurt-Trasse entlang der A 3 war zur Anbindung Wiesbadens zunächst eine Strecke vorgesehen, die bei Niedernhausen von der Neubaustrecke abgezweigt wäre, um den Wiesbadener Hauptbahnhof zu erreichen. Zwischen dem Nordrand der Stadt und dem Hauptbahnhof war der Bau eines elf Kilometer langen Tunnels vorgesehen. Dieser Variante lag eine maximale Längsneigung von 25 Promille zu Grunde, die später auf 40 Promille angehoben wurde. Die Stadt Wiesbaden forderte dabei, auf die Weiterführung der Strecke nach Frankfurt zu verzichten und alle Züge über den Wiesbadener Hauptbahnhof und von dort weiter über bestehende (teils auszubauende) Bahnstrecken zu führen. Darauf aufbauend untersuchte die Deutsche Bundesbahn eine Vielzahl von Trassierungsvarianten zwischen dem Korridor der Strecke Niedernhausen–Wiesbaden Hauptbahnhof und Niedernhausen–Wiesbadener Kreuz (entlang der A 3). Dabei wurde bereits eine Längsneigung von bis zu 40 Promille zu Grunde gelegt. Eine dabei entwickelte Variante sah beispielsweise vor, zwischen Bierstadt und Erbenheim, östlich der Siedlung Hainerberg, einen Bahnhof zu errichten. Südlich dieses Bahnhofs Erbenheim sollte sich die Strecke verzweigen. Geologische Untersuchungen zeigten im weiteren Verlauf erhebliche geologische Schwierigkeiten einer Unterfahrung des Bierstädter Bergs und des Salzbachtals auf. Die Bahn distanzierte sich daraufhin von derartigen Varianten und suchte nach geologisch günstigeren Lösungen, auch wenn diese ein Kopfmachen im Hauptbahnhof erforderten. Aus einer Vielzahl von Trassenvarianten wurden drei enger untersucht:
- Eine Variante der Bahn sah vor, die Hochgeschwindigkeitsstrecke entlang der A 3 zu führen und nördlich des Wiesbadener Autobahnkreuzes eine Zweigstrecke nach Wiesbaden einzurichten. In Bündelung mit der A 66 und der Strecke Wiesbaden–Niedernhausen sollte schließlich der Wiesbadener Hauptbahnhof erreicht werden.[3]
- Die so genannte Beste Wiesbadener Lösung war als günstigste von den Varianten übrig geblieben, die eine reine Linienführung der Neubaustrecke über den Wiesbadener Hauptbahnhof vorsahen. Ab Wiesbaden Hauptbahnhof sollte die Strecke dabei der A 66 bis zum Wiesbadener Kreuz folgen und von dort den Flughafen Frankfurt erreichen. Während die Bahn dabei Teile der Strecke in Einschnitten führen wollte, bestand die Stadt Wiesbaden auf einer durchgehenden Streckenführung im Tunnel.[3]
- Die so genannte Hainerbergvariante sah eine Führung parallel zur B 455 mit einem neuen Bahnhof Hainerberg vor. Südlich davon sollte die Strecke Richtung Wiesbaden und Frankfurt verzweigen. Dieser Variante wurden große Potentiale für die Stadtentwicklung im Wiesbadener Osten zugesprochen, bedeutete aber eine Belastung des Hauptbahnhofs.[3]

In einem Spitzengespräch zwischen Bundesbahn, dem Land Hessen und dem Magistrat der Stadt Wiesbaden wurde die Hainerbergvariante verworfen, während die Bundesbahn sich bereit erklärte, die beiden übrigen Varianten gleichberechtigt auszuarbeiten und in das Raumordnungsverfahren einzubringen. Im Zuge des Verfahrens wurde schließlich die Beste Wiesbadener Lösung aufgrund eines nicht vertretbaren zeitlichen und baulichen Realisierungsaufwands sowie geologischen Gründen abgelehnt. Befürchtet wurden Schwierigkeiten in einer im deutschen Neubaustreckenbau noch nicht da gewesenen Intensität sowie eine Gefährdung der heißen Quellen am Rand des Taunus. Ein von der Stadt beauftragter Gutachter bestätigte die Ergebnisse der Bundesbahn. Die Stadt Wiesbaden entwickelte schließlich eine so genannte optimierte Raumordnungstrasse mit einem Dreieck: Neben der aus der Neubaustrecke in südwestlicher Richtung ausfädelnden Anbindungsstrecke war eine Verbindungsspange in südöstlicher Richtung zur Neubaustrecke eingeplant, die von der Bahn in die Raumordnung aufgenommen und im Planfeststellungsverfahren berücksichtigt werden sollte. Während die Bahn diese Spange nutzen wollte, um den Schienenpersonennahverkehr zu verbessern, wollte die Stadt Wiesbaden eine Nutzung durch hochwertigen Schienenpersonenfernverkehr erreichen.
In die ab 26. Februar 1992 laufenden Raumordnungsverfahren für den hessischen Bereich der Neubaustrecke Köln–Rhein/Main brachte die Deutsche Bundesbahn eine Variante zur Anbindung von Wiesbaden ein, die am nordwestlichen Rand von Breckenheim in westlicher Richtung aus der Neubaustrecke höhenfrei abgezweigt wäre (Radius: 2.500 Meter), wobei das Gleis gen Köln die Neubaustrecke unterquert hätte. Zwischen Wallau und Nordenstadt wäre sie im 2.550 m langen Tunnel Wallau (Radius 2.250 m) verlaufen, der südwestlich von Nordenstadt die Autobahn 66 unterquert und im Anschluss an die Oberfläche getreten wäre (Radius: 1.800 m). Im weiteren Verlauf wäre ein Höhenrücken zwischen Nordenstadt und Wallau und die A66 unterquert worden, bevor nach kurzer Parallellage zur A66 im Tunnel Erbenheim (750 m) die Autobahn erneut unterquert werden sollte um schließlich in die Ländchesbahn einzumünden.
Darüber hinaus war eine zweigleisige und mit 160 km/h befahrbare Verbindungsspange für die Relation Wiesbaden–Frankfurt am Main als Option vorgesehen. Diese wäre von einer Abzweigstelle unweit des Südportals des geplanten Tunnels Wallau von der Strecke gen Köln ausgefädelt, wäre südlich der A 66 zwischen Wallau und Delkenheim verlaufen, um schließlich westlich des Autobahnkreuzes im 1.380 m langen Tunnel Massenheim (Radius: 2.000 m) die Autobahn in östlicher Richtung zu unterqueren und beim Streckenkilometer 157 in die Neubaustrecke einzufädeln. Die Finanzierung dieser Option war Mitte 1992 nicht gesichert.
Im September 1993 stimmte die Wiesbadener Stadtverordnetenversammlung grundsätzlich der Planung für das Raumordnungsverfahren zu und formulierte einen Katalog von Detailwünschen.
Aus verschiedenen Varianten für die Anbindung Wiesbadens wurde im Mai 1995 die Variante Wandersmann zur Realisierung ausgewählt. Dadurch wurde die Strecke ab Wiesbaden-Auringen (Schulwaldtunnel) Richtung Süden auf die Ostseite der Bundesautobahn 3 gelegt, entgegen dem ursprünglich auf der Westseite geplanten Verlauf.

### Planung
Im Planfeststellungsverfahren gehörte die Strecke zum Abschnitt 33.2 (Einfädelung in die Schnellfahrstrecke) bzw. 34.1/34.2 (Bereich Wiesbaden Hauptbahnhof). Der Planfeststellungsbeschluss für den Abschnitt 33.2 war der letzte, der im Baulos C der Schnellfahrstrecke erging.
Nach dem Planungsstand von 1995 sollten zwei der fünf über die Neubaustrecke Köln–Rhein/Main führenden Linien den Weg über Wiesbaden und von dort über Mainz weiter Richtung Mannheim nehmen.
Die Trasse wurde nach Forderungen des US-Militärs um 15 Meter nach Norden (vom Flugplatz Erbenheim weg) verschoben. Zusätzlich wurde Ende 1996 gefordert, den Zugverkehr entlang des Flugplatzgeländes aus dem Kontrollturm heraus stoppen zu können. Eine Einigung sah Anfang 1997 vor, herannahende Züge im Tower per Lämpchen anzuzeigen.
Bei der Planung war darüber hinaus eine bereits beschlossene Ortsumgehungsstraße für Wallau zu berücksichtigen. Die bereits mit der Planung der Neubaustrecke beauftragte DBBauProjekt wurde ebenfalls mit der Planung der Straße beauftragt und die erste Stufe der Ortsumgehung umzusetzen.
Zunächst war geplant, die Strecke eingleisig auszuführen und in einer späteren Baustufe zweigleisig auszubauen. Mitte 1998 wurde bekannt, dass die Verbindungskurve zweigleisig gebaut und zeitgleich mit der Neubaustrecke Köln–Rhein/Main in Betrieb genommen werden sollte. Mit der Inbetriebnahme der Hochgeschwindigkeitsstrecke sollte dabei zunächst eine ICE-Linie über Wiesbaden geführt werden, bei hinreichendem Verkehrsaufkommen später auch zwei. Die geschätzten Mehrkosten des zweigleisigen Ausbaus beliefen sich auf 12 Millionen D-Mark (rund 6 Millionen Euro).
In den 1990er Jahren waren zwei Zugpaare pro Stunde zur Anbindung von Wiesbaden geplant gewesen. Ab Mitte 1998 wurde nur noch mit einem stündlichen Zugpaar kalkuliert.
Eine im Zuge der Strecke geplante Verbindungskurve zwischen Erbenheim und Wiesbaden Ost, die auf der Trasse einer 1997 stillgelegten Güterzugstrecke verlaufen und direkte Fahrten zwischen der Schnellfahrstrecke und Mainz (unter Umgehung des Wiesbadener Hauptbahnhofs) erlaubt hätte, wurde nicht realisiert. Als Grund wird geringe Verkehrsnachfrage angegeben.
Am 27. Mai 2001 wurden die beiden Schnellfahrweichen eingebaut.
Der Bundesrechnungshof wies im Februar 2004 darauf hin, dass diese in der Finanzierungsvereinbarung des Neubaustreckenprojekts enthaltene Strecke nie realisiert wurde. 2005 kündigte das Bundesverkehrsministerium an, die Deutsche Bahn zur Realisierung der noch ausstehenden Leistungen aus der Finanzierungsvereinbarung aufzufordern. 2007 ermittelte das Ministerium einen Wert der noch ausstehenden baulichen Anlagen von 44 Millionen Euro. Es kündigte an, diesen Betrag zurückzufordern und nicht auf einer Realisierung der ausstehenden Arbeiten zu bestehen. Der Bund machte schließlich eine Rückforderung in Höhe von 17,6 Millionen Euro, zzgl. 6,8 Millionen Euro Zinsen, geltend.

### Bau
Die Strecke zählt zum Baulos C des Mittelabschnitts der Neubaustrecke. Der Teil zwischen Erbenheim und Wiesbaden wurde dem Abschnitt Süd zugeordnet.
Im Zuge der Bauarbeiten entstand auch ein 105 m langes und 1050 t schweres Kreuzungsbauwerk über fünf Gleise des Wiesbadener Hauptbahnhofs. Es ist das längste Stahlbauwerk der Neubaustrecke Köln–Rhein/Main.

### Betrieb

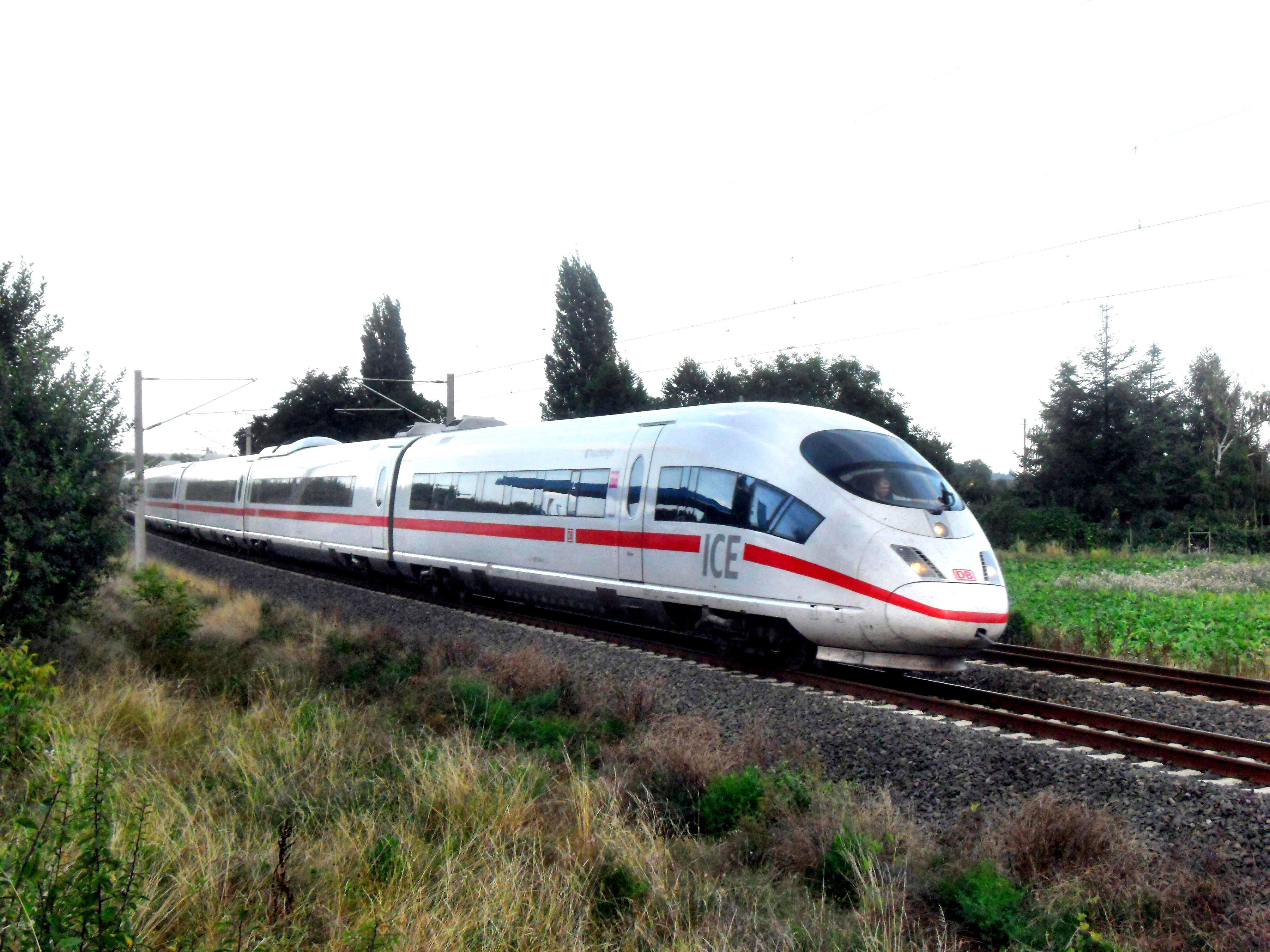
ICE 3 bei Wiesbaden-Erbenheim, Fahrtrichtung Wiesbaden Hbf

Die Zahl der Züge, die über die Verbindungskurve verkehren, wurde seit Eröffnung der Strecke (2002) in mehreren Stufen reduziert. Verkehrten zur Aufnahme des Vollbetriebs ab Dezember 2002 noch acht Zugpaare pro Tag zwischen Köln, Wiesbaden und Mainz, waren es im Jahresfahrplan 2005 noch fünf, ab Juni 2006 noch vier. Ab Dezember 2007 verbleiben drei über Wiesbaden verkehrende Züge. Die Bahn führt geringe Fahrgastzahlen als Grund für die Kürzungen an. Im Herbst 2008 waren die zwischen Köln und Wiesbaden verkehrenden ICE-Züge nach Angaben der Deutschen Bahn AG im Schnitt mit 88 Reisenden belegt. Sie zählten damit zu den am schwächsten ausgelasteten ICE-Zügen der Deutschen Bahn. Die eingesetzten Triebzüge verfügen über 440 Sitzplätze. Seit Fahrplanwechsel im Dezember 2008 werden die beiden verbliebenen Zugpaare nur noch montags bis freitags (vorher täglich) angeboten.
Die Auslastung der Wiesbaden anfahrenden ICE-Züge lag zwischen 3 und 20 Prozent.
Während der Sperrung der Salzbachtalbrücke und der darunter verlaufenden Gleise im Juni 2021 war die Bahnstrecke Breckenheim-Wiesbaden neben der Ländchesbahn nach Niedernhausen die einzige verbleibende Möglichkeit, den Wiesbadener Hauptbahnhof auf dem Schienenweg zu erreichen.

### Zukunft: Wallauer Spange
Im Zusammenhang mit der Neubaustrecke Rhein/Main–Rhein/Neckar ist eine Verbindung zur Schnellfahrstrecke Köln–Rhein/Main in Richtung Frankfurt geplant. Die sogenannte Wallauer Spange soll von der Bahnstrecke Breckenheim–Wiesbaden anzweigen und die Fahrzeit zum Frankfurter Flughafen auf etwa 15 Minuten reduzieren.

## Technik
Als Oberbau wurde teilweise eine Feste Fahrbahn (System Rheda-Dywidag) eingebaut. Die beiden jeweils 138 m langen und 500 t schweren Weichen der Abzweigstelle Breckenheim ermöglichen Abzweiggeschwindigkeiten von bis zu 160 km/h (4000 Meter Radius). Die Weichenzungen sind 54 m lang. Es sind die größten Weichen des Gesamtprojekts Neubaustrecke Köln–Rhein/Main.
Die zulässige Höchstgeschwindigkeit liegt im Bereich des Hauptbahnhofs Wiesbaden bei 40 km/h und steigt beim Streckenkilometer 13,1 zunächst auf 100 km/h. Sie liegt ab der Abzweigstelle Wiesbaden Kinzenberg (km 9,9) bis zur Einfädelung in die Neubaustrecke zwischen 155 und 160 km/h in Fahrtrichtung Breckenheim. In Fahrtrichtung Wiesbaden liegt sie aufgrund des Gefälles im betroffenen Abschnitt bei 130 km/h. Die Strecke ist ab Kilometer 4,9 bis zur Einfädelung in die Neubaustrecke mit Linienzugbeeinflussung ausgerüstet. Die Besonderheit dabei ist, dass die durch die LZB angezeigte Zielgeschwindigkeit zwar 150 km/h beträgt, jedoch entgegen dessen bereits am Entlassungspunkt die Fahrplangeschwindigkeit von 130 km/h einzuhalten ist, was der Triebfahrzeugführer selbstständig zu überwachen hat.